# Dean Williams
Pour les articles homonymes, voir Williams.
Dean Williams, né le 22 avril 1956 à Perth, est un joueur professionnel de squash représentant l'Australie. Il atteint en mai 1983 la 3e place mondiale sur le circuit international, son meilleur classement. 

## Biographie
Dean Williams grandit sur un court de squash, ses parents étant propriétaires d'un centre de squash. Il s'améliore très rapidement au point d'intégrer le circuit mondial à l'âge de 18 ans. L'époque est dominée par deux grands noms Geoff Hunt et surtout Jahangir Khan qui établit son record d'invicibilité de 555 matchs sur cinq ans et demi.
Il joue 20 éditions de l'Open d'Australie, étant finaliste à quatre reprises.
Lors de sa meilleure performance en tournoi, Dean Williams est finaliste du championnat du monde de 1982 perdant en quatre jeux face à Jahangir devant une foule record à Birmingham, en Angleterre. En dix participations consécutives aux Championnats du monde, il se qualifie six fois pour les quarts de finale et il atteint le même stade au British Open trois fois au cours de la même période. Il a été classé numéro trois mondial en 1983 et a occupé les dix premières places pendant cinq ans, malgré le fait qu'il a dû prendre le temps de se remettre d'un accident de la route.

## Palmarès

### Titres
- Scottish Open : 2020

### Finales
- Australian Open : 4 finales (1980-1982, 1984)
- Championnats du monde : 982